# フェン

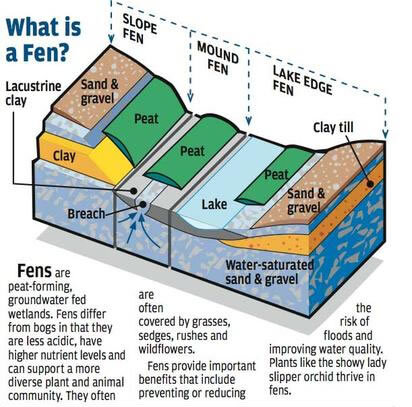
フェンは泥炭で形成され、地下水の豊富な湿地帯である。ボグとは酸性度が低く、栄養が豊富な点で異なり、より多様な植物や動物群集を支えることができる。フェンは、しばしばイネ科、カヤツリグサ科、イグサ科、野草で覆われている。
フェンは、洪水の防止やリスク軽減、水質改善などの重要な利点を提供する。華やかなアツモリソウのような植物は、フェンで繁栄している。

フェン（fen）は、弱酸性から弱アルカリ性の低層湿原である。しばしば種が多様で、コケ類と大型水生植物の両方を含み、土壌は厚い泥炭の堆積物で覆われる。
ボグと違い、フェンは豊富な鉱物を含む地下水が供給され、特有の植物群によって特徴づけられている。
日本でいう、湿地の部類の一種で、低層湿原や低位泥炭地に当たる。